# Оруджев Рустам Фазаїл-огли
Рустам Фазаїл-огли Оруджев (азерб. Rüstəm Fəzail oğlu Orucov; нар. 4 жовтня 1991, Іркутськ) — азербайджанський дзюдоїст, який виступає у ваговій категорії до 73 кг, чемпіон Європи (2016), переможець Гран-прі (2013) і турніру Великого шолома (2013), бронзовий призер Кубка світу та срібний призер Кубка Європи 2011 року. Представляв Азербайджан на літній Універсіаді 2011 року в Шеньчжені і на літніх Олімпійських іграх 2012 року в Лондоні. Бронзовий призер чемпіонату Азербайджану 2013. У світовому рейтингу на травень 2016 — 2-й.